# Klariza Clayton
Klariza Clayton (Hongkong, 1989. március 9. –) angol énekesnő és színésznő. 
A Dani’s House és a Skins című sorozatok hozták meg számára a hírnevet. 2011–2013 között az Anubisz házának rejtélyei szereplője volt.

## Élete és pályafutása
Hongkongban született, de a dél-londoni Croydonban nevelkedett filippínó anyjával és angol apjával, valamint három bátyjával.

## Filmográfia

### Film
| Év   | Cím                   | Szerep           |
| ---- | --------------------- | ---------------- |
| 2009 | Drawn Out (rövidfilm) | Mumta            |
| 2009 | Harry Brown           | eszméletlen lány |
| 2016 | Blood Money           | Kasey            |
| 2016 | Fox Trap              | Emma             |
| 2017 | Suicide Club          | Liz              |

### Televízió
| Év        | Magyar cím                | Eredeti cím                       | Szerep          | Megjegyzések                                       |
| --------- | ------------------------- | --------------------------------- | --------------- | -------------------------------------------------- |
| 2007      |                           | Young Dracula                     | Delila          | 1 epizód                                           |
| 2008      | Holby Városi Kórház       | Holby City                        | Stevie Montague | 1 epizód                                           |
| 2008–2012 |                           | Dani's House                      | Sam             | főszereplő (1–4. évad) vendégszereplő (5. évad)    |
| 2009      |                           | Parents of the Band               | Jelly Babe      | 1 epizód                                           |
| 2009      | EastEnders                | EastEnders                        | Lian            | 2 epizód                                           |
| 2009–2010 | Skins                     | Skins                             | Karen McClair   | visszatérő szerep (6 epizód)                       |
| 2010      |                           | The Bill                          | Yara Hanoush    | 1 epizód                                           |
| 2010      |                           | Shelfstackers                     | Alyssa          | főszereplő (6 epizód)                              |
| 2011–2013 | Anubisz házának rejtélyei | House of Anubis                   | Joy Mercer      | visszatérő szerep (1. évad) főszereplő (2-3. évad) |
| 2011–2013 |                           | Anubis Unlocked                   | önmaga          | 12 epizód                                          |
| 2013      |                           | House of Anubis: Touchstone of Ra | Joy Mercer      | különkiadás                                        |
| 2013      | Kívülállók                | Misfits                           | Chloe           | 1 epizód                                           |
| 2014      |                           | Grass Roots                       | Denise          | televíziós sorozat                                 |
| 2014      |                           | Hieroglyph                        | Zita            | tévéfilm                                           |
| 2015      |                           | Sun Trap                          | Susie           | 1 epizód                                           |
| 2016      |                           | BBC Comedy Feeds                  | Tilly           | 1 epizód                                           |
| 2016–2018 |                           | Lovesick                          | Holly           | 5 epizód                                           |
| 2019      |                           | London Kills                      | Alice Maguire   | 1 epizód                                           |
| 2020      | Golyóálló                 | Bulletproof                       | Tara            | 1 epizód                                           |
| 2020      |                           | Maxxx                             | Siren           | 1 epizód                                           |
| 2022      |                           | The Flatshare                     | Kay             | 4 epizód                                           |